# 公造のいえ
『公造のいえ』（こうぞうのいえ）は、2008年3月27日まで朝日放送テレビ（ABCテレビ）で平日深夜に放送されていた番宣ミニ番組である。
芸能リポーターの井上公造とABCの女性アナウンサー2人が、朝日放送テレビまたはテレビ朝日系のオススメ番組を紹介。宣伝している出演者が裏ネタに基づいてまったりと語り合う。収録はABCハウジング・千里住宅公園のモデルハウスで行われていた。
後番組は『公造とアナアナ』。

## 放送時間
- 月曜日 - 木曜日 24:24 - 24:29
- 金曜日 25:19 - 25:24

## 出演者
- 井上公造
- 武田和歌子（ABCアナウンサー）
- 乾麻梨子（ABCアナウンサー）